# Галица (Черниговская область)
Га́лица (укр. Галиця) — село в Нежинском районе Черниговской области Украины. Расположено на реке Галка и её притоке Бабка (Баба). Население 1817 человек. Занимает площадь 5,91 км².
Код КОАТУУ: 7423382801. Почтовый индекс: 16671. Телефонный код: +380 4631.

## Власть
Орган местного самоуправления — Галицкий сельский совет. Почтовый адрес: 16671, Черниговская обл., Нежинский р-н, с. Галица, ул. Народовольцев, 6. Тел.: +380 (4631) 6-73-36; факс: 6-73-37.

## История
В XIX веке село Галица было волостным центром Галицкой волости Нежинского уезда Черниговской губернии. В селе была Воскресенская церковь.
Указом ПВС УССР от 10.06.1946 г. село Кагарлык переименовано в Галицу.